# 요시히메
요시히메(일본어: 義姫, 덴분 17년(1548년 또는 1547년) ~ 겐나 9년 음력 7월 17일(1623년 8월 13일))는 데와국의 센고쿠 다이묘 모가미 요시모리의 딸이다. 다테 데루무네의 정실이며 다테 마사무네의 모친이다. 통칭은 요네자와성(米沢城)의 히가시칸/히가시다테(東館)에 산 것으로부터 오히가시노 호오(お東の方)나 모가미 고젠(最上御前)이라고도 불렸다. 출가 후 법명은 호슌인(保春院).

## 생애
데와 야마가타성에서 모가미 요시모리의 딸로 태어난다. 요시히메는 오빠 요시미쓰와는 사이가 좋아 두 사람 사이에 주고받은 편지가 많이 남아 있다.
에이로쿠 7년(1564년) 무렵 모가미씨와 대립하던 다테 데루무네에게 시집가 에이로쿠 10년 8월 3일(1567년 9월 5일) 19세에 마사무네를 낳은 뒤 고지로, 둘째 딸(모두 요절)을 낳는다.

### 다테가 시대
덴쇼 6년(1578년) 가미야마성주 가미야마 미쓰카네가 그녀의 남편 데루무네와 연합해 오빠 요시미쓰를 공격해 요시미쓰는 불리한 상황에 빠졌다. 오빠의 위험을 눈치챈 요시히메는 가마로 진중을 뚫고 남편 곁으로 들어가 데루무네에게 항의를 하고 철병을 시켰다.
덴쇼 12년(1584년) 마사무네가 다테 가문의 가독을 계승한다.1585년에는 휘종이 니혼마쓰 요시쓰구(二本松義継)에게 살해당해 과부가 되었다. 그녀는 비록 은거했지만 영향력 있는 데루무네를 멀리한 마사무네가 모살한 것이 아닌가 의심하면서 마사무네를 불신했다고 한다.게다가 마사무네가 각지에 진격하는 가운데, 모가미 가문과는 먼 친척인 시오마쓰씨에게 공격하거나 모가미 가문의 본가에 해당하는 오사키씨에게 공격했던 것이, 그녀에게 불쾌감을 안겨 주었다.
한편, 그녀의 오빠 요시미쓰도 마사무네에게 경계를 강화했고, 스스로도 쇼나이 침공을 개시하면서 다테와 모가미 간의 대립도 심각해졌다.이것이, 그녀의 다테가나카에서의 입장을 악화시켜 갔다.
덴쇼 16년(1588년)의 오사키 전투에서는 마사무네가 요시미쓰에 포위되어 위기 상황에 빠졌다.이러한 상황에서 의희가 전장에 가마를 타고 들어가 양군의 정전을 촉구하였다.요시미쓰는 화목이 굴욕이라고 느꼈지만 여동생의 부탁을 거절할 수 없었다. 이 때문에 80일 정도 휴전 후에야 양측은 화목한 사이다.이 후, 요시미쓰는 다테·오사키간의 조정에 노력하지만, 다테측은 최상 측에 불신을 안아 잘 되지 않았다. 이때 요시미쓰가 의희에게 사이를 주선해 달라고 애원한 서신이 남아 있어 의희가 형의 신임을 받고 다테 가문에서 발언권을 가졌음을 알 수 있다.

### 마사무네 오다와라 참진 전의 혼란
마사무네가 도요토미 히데요시(豊臣秀吉)의 오다와라 정벌에 참진하려던 덴쇼 18년(1590년) 요시히메 자신이 독이 든 상을 마사무네(馬宗)에게 내주는 사건이 벌어진 것으로 알려져 왔다.마사무네는 독약을 먹었지만 해독제 덕분에 난을 피했다고 한다.이 사건으로 인해 모자의 대립은 극에 달했고, 마사무네는 동생 고지로를 스스로 참살했다고 전해진다.단, 이 독살미수의 근본사료는 전해지지 않고, 이야기가 상세하게 전해지는 것은 에도 시대의 기록인 ｢치가기록｣등에 의한 것으로 치가기록에서는 식사를 하기 전에 미젠반슈가 계획을 간파하고 마사무네는 그대로 귀가했다고 하지만, 이에 대해서도 부정적인 견해가 있어[2] 이 혼란기의 정정에 대해서는 여러 설이 있는 것이 현상이다.
마사무네의 코지로 참살 후에도, 요시히메는 다테가에 머물고 모자는 친하게 글을 주고 받고 있었다. 그녀는 임진왜란(1593년)에는 조선에서 종군 중인 마사무네에게 현금 석 냥과 와카(가을 바람이 이는 당주에 돛을 올려 군인이혼의 해 아래 하늘)를 첨부한 편지를 보낸다.정종은 이 편지에 감격하여 어머니께 드릴 선물을 찾아보다가 비로소 조선무명을 입수하자 "한 번 절을 올리옵니다."라고 쓴 편지를 보냈다.

### 출분·귀환 후
다음 분로쿠 3년(1594년), 마사무네의 양육계를 맡아 당시 애희를 딸렸던 가타쿠라 기타가 칩거를 제의받고, 같은 해 마사무네의 스승인 토라야 무네로부터 쿄토에 있는 마사무네의 왕숙부에게 보낸 편지에 의하면, 11월 4일에 요시히메가 이와데야마로부터 출분하여 야마가타의 모가미 집으로 돌아왔다고 한다. 이와데야마가 집을 봐주는 야시로 카게요리가 상경한 그 부재중이었다.
게이쵸 5년(1600년), 오우에서는 게이쵸 데와 전투가 발발한다.이때 마사무네는 모가미 요시미쓰의 원군을 요청받았고, 요시히메도 마사무네에게 원군을 재촉하는 서한을 보냈다.카타쿠라 카게츠나는 마사무네에게, 최상세와 적군이 피폐해지는 것을 방관하고 기다리라고 진언했지만, 어머니의 안부를 염려한 그는 그 말을 물리치고 지원군을 파견했다고 말해지고 있다(다만 다테세는 전황을 정관하고 적극적으로 움직이지는 않았다).전쟁 후 요시히메는 마사무네와 지원군의 유수정경에 대해 감사의 편지를 보냈다.
게이초 19년(1614년)에 요시미쓰가 죽었다.의 공주는 형의 사후, 최상가 중이 완전히 바뀌었다고 개탄하고 있었다고 한다.그 후의 내분으로 겐나 8년(1622년)에 모가미 씨가 개역되자 요시히메는 갈 곳을 잃고 마사무네에게 의지해 겐나 9년(1623년) 그 거성·센다이 성에 들어가 낙식했다.이 무렵의 보춘원은 눈과 다리가 나빠진 듯했는데, 강호에 있는 마사무네의 정실 애희에게 손수 만든 봉투를 주어 감격하게 하였다.같은 해 7월 16일, 센다이에서 사망.계명은 하나마도 히사에니 왕누나, 가쿠한젠지에서 화장된다.향년 76. 또한 마사무네는 이 시기 적자 충종과 함께 경에 올랐으며, 어머니의 부고를 안 것은 7월 하순이었다.마사무네의 부재 중, 장례식은 8월 5일에 센다이기타산에서 거행되었다.

### 사후
정종은 간에이 12년(1635년) 어머니의 13주기를 맞아 보리수신을 기리기 위해 와카바야시 성 부근에 임제종 소림산보춘원을 건립하고 이듬해 이틀 전인 4월 18일에 낙성을 축하하였다. 보춘원은 보력 2년(1757년)에 불에 탔지만 정종이 손수 만든 어머니의 위패가 남아 재건된 보춘원에 안치돼 있다.또 보춘원이 있는 일대 주소(와카바야시구 보춘원 앞 정) 등에 이름을 남겼다.
편지 교환이나 센다이성 영접 당시 두 사람이 나눈 와카(和歌) 내용이나 마사무네(馬宗)의 발언으로 미루어 볼 때 만년에는 요시히메·마사무네(馬宗) 모자가 화해한 것으로 보인다.